# 郭虹旭
郭虹旭（1995年2月28日—），中国大陆流行美声歌手。

## 生平
毕业于南京艺术学院。高二年开始跟随音乐老师学习美声，大学期间曾在南京歌舞团实习。2019年6月，以男高音演唱成员身份参加湖南卫视声乐节目《声入人心》第二季，最终成为年度首席成员。同年，他还先后出席《拜师声入人心》山东赛区决赛以及“欢乐嘉年华”《嗨唱转起来》见面会。